# Hartmut Hengel
Hartmut Hengel (* 1960 in Aalen) ist ein deutscher Mediziner und Hochschullehrer am Universitätsklinikum Freiburg der Albert-Ludwigs-Universität Freiburg.

## Leben und Wirken
Hengel legte 1980 sein Abitur am Theodor-Heuss-Gymnasium Aalen ab und nahm nach seinem Zivildienst 1981 das Studium der Humanmedizin an der Universität Ulm auf. Dieses schloss er 1987 ab und wurde im selben Jahr als Arzt approbiert. 1989 wurde er im Ulmer Institut für Mikrobiologie, Abteilung Immunologie, mit einer von Hermann Wagner betreuten Arbeit zum Dr. med. promoviert. Anschließend setzte er seine bereits 1987 begonnenen Tätigkeit an diesem Institut fort. Nach einem Forschungsaufenthalt an der Universität Leiden 1993 wechselte er als wissenschaftlicher Assistent an das Hygiene-Institut der Universität Heidelberg. In der Folge erhielt er Weiterbildungen im Bereich der Pädiatrie und der Hygiene. 1998 schloss Hengel seine Habilitation ab und erhielt die Venia legendi für das Fach Virologie. Von 2000 bis 2004 leitete Hengel das Fachgebiet Virale Infektionen am Robert Koch-Institut, 2002 wurde er dort zum Direktor und Professor ernannt. Von 2004 bis 2012 hatte er den ordentlichen Lehrstuhl für Virologie an der Universität Düsseldorf inne. Seit November 2012 ist Hengel Inhaber des ordentlichen Lehrstuhls für Virologie an der Universität Freiburg und Direktor des dortigen Instituts für Virologie. Von 2017 bis 2020 war er Präsident der Gesellschaft für Virologie.
Hengel forscht vor allem zu den Cytomegaloviren, den Parechoviren, dem Influenza-A-Virus, den Thogotoviren, der Borna-Krankheit sowie allgemein zur Epidemiologie.
Hengel ist verheiratet und Vater von drei Kindern.